# Kilian Berger
Kilian Berger (* 1990 in Friesach, Kärnten) ist ein österreichischer Musicaldarsteller und Schauspieler.

## Leben
Seine Ausbildung zum Musicaldarsteller schloss Berger 2017 am Performing Center Austria in Wien ab.
Er spielte in zahlreichen Musical- und Theaterproduktionen mit. Seine erste Filmhauptrolle hatte er in dem Kino- und TV-Dokudrama Rex Gildo – Der letzte Tanz (2022) von Rosa von Praunheim, in dem er an der Seite von Ben Becker als Manager und Lebensgefährten den jungen Rex Gildo spielt.
Seit 2024 gehört er zum Ensemble der Volksoper Wien.

## Musical/Theater (Auswahl)
- 2025: Volksoper Wien, Im weißen Rössl, Ensemble
- 2024: Volksoper Wien, West Side Story, Ensemble
- 2022: Herbsttage Blindenmarkt, Der Graf von Luxemburg, Boy/Ensemble, R: Wolfgang Dosch
- 2022: Burgarena Reinsberg, Ritter Rüdiger – Die Zeitreise, Alexander, R: Victoria Rottensteiner
- 2022: Musicalsommer Winzendorf, Romeo & Julia – Aufbruch in eine neue Welt, Luigi/Ensemble, R: Benedikt Karasek
- 2022: Kulturgarage Seestadt, Dracula, Vampirensemble, R: Benedikt Karasek
- 2021–2022: Stadttheater Klagenfurt, Der Vogelhändler, Ensemble, R: Aaron Stiehl
- 2019–2020: Vienna’s English Theatre, Next to Normal, Gabe, R: Adrienne Ferguson
- 2019: Musikfestival Steyr, Cabaret, Kit-Kat Boy, R: Susanne Sommer
- 2019: Musicalsommer Winzendorf, Carmen – Das Musical, Officer Inmar/Ensemble, R: Erik Petersen
- 2019: Staatstheater Darmstadt, Kiss me, Kate, Theo/Ensemble, R: Erik Petersen
- 2018: Musicalsommer Winzendorf, 3 Musketiere, König Ludwig/Ensemble, R: Andreas Gergen
- 2018: Bühne Baden, La Cage aus Folles, Cagelles (Mercedes), R: Leonard Prinsloo
- 2017–2018: Tour (Deutschland, Österreich, Schweiz) Grease, Ensemble/Cover: Doody, Roger, Kenickie, R: Christian Stadlhofer
- 2017: Burgarena Reinsberg, Ritter Rüdiger in der Sternengrotte, Prinz Bertrand, R: Richard Schmetterer
- 2017: Musicalsommer Winzendorf, Zorro, Priester/Ensemble, R: Andreas Gergen
- 2016: Frankenfestspiele Röttingen, Sunset Boulevard, Ensemble, R: Sascha Oliver Bauer & Thomas Smolej
- 2015: Comedy Sommer Villach, Villacher Viellacher – Eine Comedy Revue, R: Thomas Smolej

## Filmografie (Auswahl)
- 2022: Rex Gildo – Der letzte Tanz

## Auszeichnungen
- 2022: Kilian Berger wurde für seine schauspielerische Leistung in dem Film Rex Gildo – Der letzte Tanz für den Förderpreis Neues Deutsches Kino beim Filmfest München nominiert.[3]